# اوبرهونفلد-گیرند
اوبرهونفلد-گیرند (به آلمانی: Oberhonnefeld-Gierend) یک شهر در آلمان است که در نویوید واقع شده‌است. اوبرهونفلد-گیرند ۹۸۴ نفر جمعیت دارد.